# سهول اللانوس
سهول اللانوس (بالإنجليزية: Llanos)‏، تنطق بالإسبانية يانوس هي سهول في فنزويلا، تقع بين مرتفعات الأنديز ومرتفعات غايانا.
وهو قسم تضاريسي، ويسمى أيضاً بسهول نهر أورينكو.
أما معنى كلمة اللانوس فتعني إقليم الحشائش المدارية، وهو أهم أنهار فنزويلا وطوله (1700ميل) وينحدر واديه نحو الشمال.